# Virus Shanti
Il Virus Shanti è un virus immaginario comparso nella serie televisiva Heroes.
È una malattia mortale che attacca le cellule del sangue. Ha come effetto principale sui soggetti avanzati quello di impedire l'uso dei propri poteri e infine porta alla morte. Esistono molte varianti mutanti del virus, la maggior parte delle quali create dall'Impresa. Fra tutte le varianti, la numero 138 è la più pericolosa, poiché può infettare sia i soggetti avanzati che le persone normali.

## Storia del virus

### Trenta anni fa
Il giorno di san Valentino del 1977, Victoria Pratt, cofondatrice dell'Impresa e genetista, analizzò il sangue di una bambina di nome Shanti Suresh, scoprendo l'esistenza di un virus, a cui darà proprio il nome di Shanti. Pratt iniziò a sperimentare il virus su ordine dei suoi capi, che speravano di usarlo per eliminare i soggetti pericolosi. Pratt manipolò il virus fino a creare la variante numero 138, un ceppo in grado di uccidere il 93% della popolazione mondiale o addirittura annientare la vita sulla terra, ma solo in pochi si resero conto dei rischi reali. Il 2 novembre del 1977, Adam Monroe cercò di rubare la variante 138 per causare un olocausto allo scopo di punire l'umanità per i suoi crimini e redimere il mondo. Pratt capì così che il virus avrebbe sempre rappresentato un pericolo e propose di distruggerlo, ma Kaito Nakamura credette che il virus sarebbe stato al sicuro finché Monroe sarebbe rimasto imprigionato. Il virus fu nascosto nella sede dell'Impresa di Odessa, nel Texas, ma Pratt, non accettando la soluzione, si dimise.

### Prima stagione
Anche il padre di Shanti, Chandra Suresh cominciò a studiare il virus e i soggetti avanzati dalla morte della figlia, avvenuta quando aveva cinque anni nel 1979 a causa del virus, senza riuscire però a trovare una cura. Nel presente, Molly Walker, una bambina di dieci anni, si ammala a causa del virus e l'Impresa chiama a occuparsi del caso Mohinder Suresh, il fratello minore di Shanti, ritenendolo il solo in grado di debellare il virus e trovare una cura. Mohinder scopre che la cura erano gli anticorpi presenti nel suo sangue. Così riesce a guarire Molly facendole trasfusioni di sangue ogni 5 ore, e in seguito cura anche l'Haitiano. In questo periodo di tempo, l'Impresa cerca di creare una variante del virus che privasse i soggetti avanzati dei loro poteri senza ucciderli, sperando di poterla usare su Adam Monroe e Peter Petrelli per poterli uccidere bloccando i loro fattori rigeneranti.

### Seconda stagione
Nel marzo del 2007, si scoprono le mutazioni del virus quando, per una serie di circostanze, Niki Sanders si inietta una di queste varianti, ammalandosi gravemente. Mohinder capisce che il virus di Niki è mutato quando scopre che il suo sangue non riesce a curarla. Dopo che l'Impresa riesce a procurarsi il sangue di Claire Bennet, Mohinder scopre che la combinazione tra il suo sangue e quello di Claire è abbastanza forte da curare Niki, ma non si sa ancora se questi anticorpi possono curare la variante numero 138.
In un episodio Peter Petrelli viaggia dal marzo 2007 al giugno del 2008, scoprendo che la mutazione n. 138 del virus Shanti ha ucciso il 93% della popolazione mondiale tra soggetti avanzati e persone normali. In questa linea temporale, il virus aveva iniziato a diffondersi il 20 marzo del 2007.
Sarà poi lo stesso Peter a raggiungere la sede dell'Impresa di Odessa, trovare il ceppo 138 del virus che era stato nascosto decenni prima, e distruggerlo, facendo così fallire il piano di Adam Monroe, che voleva diffonderlo nel mondo come già aveva pensato 30 anni prima.

## Personaggi che hanno contratto il virus
- Shanti Suresh: contrasse il virus a tre anni e fu la prima persona al mondo a soffrire di questa malattia. Morì a causa del virus dopo due anni d'incubazione. Era figlia del genetista Chandra Suresh, che grazie a lei scoprì i soggetti avanzati. Per curarla, il padre della bambina iniettò il virus nel feto nel grembo della moglie per farlo nascere con un sistema immunitario in grado di sopraffare il virus, ma il piccolo Mohinder Suresh nacque pochi mesi dopo la morte della sorella.
- Molly Walker: è stata la seconda persona al mondo a soffrire della malattia. Ha dieci anni ed è stata curata con il sangue di Mohinder Suresh.
- L'Haitiano: è stato curato con il sangue di Mohinder Suresh.
- Niki Sanders: è stata la seconda persona a contrarre la forma mutata del virus, ma alla fine venne curata.
- Sylar: Sylar fu la prima persona a contrarre la mutazione del virus, molto tempo prima di Niki Sanders. Viene curato da una fusione degli anticorpi nel sangue di Mohinder Suresh e di Claire Bennet.